# Iwanki (rejon miadziolski)
Iwanki – dawna kolonia. Tereny na których leżała znajdują się obecnie na Białorusi, w obwodzie mińskim, w rejonie miadzielskim, w sielsowiecie Miadzioł.
Dawniej folwarki Iwańki I, II i III.

## Historia
W czasach zaborów w granicach Imperium Rosyjskiego.
W dwudziestoleciu międzywojennym kolonia leżała w Polsce, w województwie wileńskim, w powiecie duniłowickim (od 1926 postawskim), w gminie Mańkowicze (od 1927 gmina Hruzdowo).
Według Powszechnego Spisu Ludności z 1921 roku folwarki Iwańki I, II i III. Folwark Iwańki I zamieszkiwało 7 osób, 6 było wyznania rzymskokatolickiego a 1 prawosławnego. Jednocześnie 6 mieszkańców zadeklarowało polską przynależność narodową a 1 białoruską. Był tu 1 budynek mieszkalny. Iwańki II i III zostały spisane łącznie. Zamieszkiwało tu 10 osób, 6 było wyznania rzymskokatolickiego a 4 prawosławnego. Jednocześnie 6 mieszkańców zadeklarowało polską przynależność narodową a 4 białoruską. Były tu 2 budynki mieszkalne.. W Wykazie miejscowości figuruje kolonia Iwanki, która powstała z połączenia folwarków. W 1931 w 3 domach zamieszkiwało 16 osób.
Miejscowość należała do parafii rzymskokatolickiej w Hruzdowie i prawosławnej w Mańckowiczach. Podlegała pod Sąd Grodzki w Postawach i Okręgowy w Wilnie; właściwy urząd pocztowy mieścił się w Hruzdowie.